# 富達國際
富達國際（Fidelity International，簡稱富達FIL）是一家为私人和机构投资者提供投资管理服务（例如共同基金、退休金管理和基金平台）的公司。

## 历史
富达国际成立于1969年，最初是富达投资在波士顿設立的子公司，1980年被分拆为独立企业。

## 外部鏈接
- 官方网站